# Darnius (kommunhuvudort)
Darnius är en kommunhuvudort i Spanien.   Den ligger i provinsen Província de Girona och regionen Katalonien, i den östra delen av landet, 600 km öster om huvudstaden Madrid. Darnius ligger 196 meter över havet och antalet invånare är 514. Den ligger vid sjön Pantà de Boadella.
Terrängen runt Darnius är varierad.Runt Darnius är det glesbefolkat, med 16 invånare per kvadratkilometer. Närmaste större samhälle är Figueres, 15,3 km sydost om Darnius. I omgivningarna runt Darnius växer i huvudsak blandskog.